# 奧斯若恩王國

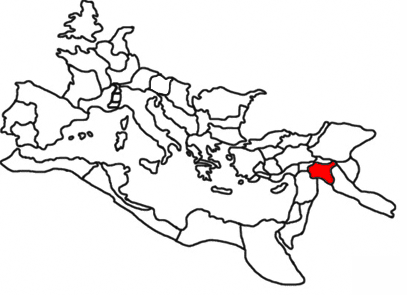
奥斯若恩

奥斯若恩（Osroene），是位于幼发拉底河上游的一古国，首都埃德萨。前132年于塞琉古帝国崩溃后建立，114年成为罗马帝国的属国，244年被彻底并入罗马帝国，成为其一个行省。
奥斯若恩的主要居民是亚述人。201年，奥斯若恩宣布基督教为其国教，成为世界上第一个正式以基督教为国教的国家。其首都是埃德萨（今土耳其尚勒烏爾法）。